# 宋申錫
宋申錫（8世纪—833年8月18日），字慶臣，唐朝官员，在唐文宗年间短暂担任宰相。他意图帮助文宗清除当权宦官，反被诬指企图推翻文宗改立其皇弟（漳王李凑）而遭贬死。

## 家庭背景
宋申錫生年不详，在《新唐书》宰相世系表中，他的家族被称为廣平（今河北邯郸）宋氏，他本人的传则称这一脉的起源已失考。他的祖父叫宋素，父亲叫宋叔夜。宋申錫曾為堂姑宋若昭撰寫墓誌銘。

## 早期经历
宋申錫早年丧父，家境贫寒，但文才很好。中进士后，他在秘书省任校书郎。元和十一年（816年），失宠的宰相韋貫之因反对唐宪宗对藩镇作战而被罢相、逐出长安改任湖南觀察使后，邀请宋申錫做他的从事。此后宋申锡就在藩镇工作。

## 唐穆宗、唐敬宗年间
唐穆宗长庆（821年 - 824年）初年，宋申锡被时任御史中丞牛僧孺拜为监察御史。任上奉诏查验秘书监分司东都元锡赃罪，得其罪行属实，使其被贬为壁州刺史。二年（822年），任起居舍人。四年（824年）十一月，淮南节度使王播厚赂权贵要员请求领盐铁使，十二月，时任起居郎的宋申锡与谏议大夫独孤朗、张仲方、起居郎孔敏行、柳公权、补阙韦仁实、刘敦儒、拾遗李景让、薛廷老等伏延英殿上疏反对，请求在延英殿面奏王播奸邪、交结宠幸以求大用。但唐敬宗年幼不能用其言。宝历二年（826年），宋申锡累转禮部員外郎，很快又任翰林侍講學士。宋申锡行事谨慎，不结党，与朝廷官员间激烈的党争形成对比，时人认为他的升官是为了让别人学习。

## 唐文宗年间
十二月，敬宗被弑，弟唐文宗继位。宋申锡充书诏学士。任戶部郎中，知制诰。太和二年（828年），任中書舍人、朝议郎、行尚书礼部员外郎、充翰林学士、上柱国，赐紫金鱼袋。推荐和自己交好的李让夷为右拾遗。并奉敕为义成军节度使凉国公李听撰写德政碑。后被授守尚书户部侍郎知制诰，充翰林学士。
当时，文宗忌惮当权宦官，认为是宦官害死了他的祖父宪宗和兄长敬宗。掌握神策军的神策中尉王守澄就是一个有权势的大宦官，领禁兵，尤其跋扈，他的门人郑注公开受贿，令文宗很不快。宋申锡作为学士，常在内廷，文宗察觉宋申锡忠厚，认为他沉厚有方略，可以商量，于是借机私下命他与外廷朝臣合谋夺王守澄的权，并许诺任他为宰相，宋申锡顿首致谢。四年（830年）六月，宋申锡拜右丞，七月以朝议郎、守尚书右丞、上柱国、赐紫金鱼袋的身份被任为正议大夫、行尚书右丞、同中书门下平章事，为实质宰相。由于他的良好声誉，很多人希望他拜相，但他到任后，只是循例工作，能力其实不足与声望匹配。
作为清除当权宦官计划的一部分，七月，宋申锡推荐朋友王璠任京兆尹兼御史大夫，并秘密向王璠透露了文宗的密旨，授意王璠捕杀郑注。但王璠秘密把堂帖给王守澄看，于是泄密，使王守澄和郑注有所警觉。因漳王李凑贤明在朝内外有人望，郑注指使神策军同正将兼衙前虞候豆盧著诬指宋申锡和李凑图谋推翻文宗，立李凑为帝，十六宅宫市典晏敬则、朱训与宋申锡亲吏王师文同谋，宋申锡秘密给李凑送金币，晏敬则于十六宅拿出漳王吴绫汗衫一领、熟线绫一匹以答宋申锡，意在让宋申锡获罪被族诛。五年（831年）二月，当王守澄于浴堂将豆盧著的弹劾报告给文宗时，文宗震惊了，信以为真，下令调查。王守澄希望派二百骑神策军去靖恭里宋宅立刻将宋申锡族灭，但被一同入见的内官馬存亮制止：“谋反者只是宋申锡，为什么不召南司会议，现在突然如此，京师要乱了。”王守澄只得作罢。文宗也立刻下令召集所有的宰相来延英殿。当宋申锡、路隨、李宗闵、牛僧孺四位原本都在私宅休假的宰相都来到中书省东门时，东门的宦官说宋申锡不在被召之列。路随等愕然地互相看，宋申锡便知道自己一定是获罪了，望着延英殿用笏板叩头退回家待罪。他怡然不以为意，回府后停在外舍不入内，素服待罪。夫人说：“你是宰相，位极人臣，为什么要背叛天子而谋反呢？”宋申锡答：“我本是孤儿，承蒙皇上厚恩，当上宰相，不能锄奸臣乱党，反被罗织罪名陷害，夫人看我宋申锡像是谋反的人吗？”于是夫妇一同哭泣。
其余三位宰相在延英殿见了文宗，看了王守澄的奏报，也震惊了，面面相觑，一言不发。同时，文宗命王守澄逮捕晏敬则、王师文。神策军在宋宅捕到孔目官张全真、家人买子缘信等，又于十六宅及市肆追捕胥吏。晏敬則被抓，王師文逃走。朱训被下神策军黄门狱，刑讯逼供得状称宋申锡多年来对他说皇帝多病、太子年幼，其次当立漳王等，及去年十二月、闰十二月各人商议谋反事。
2天后，宋申锡被贬为太子右庶子。没人敢公开说他是被诬告的，仆射窦易直说宋申锡当诛，闻者愕然。但京兆尹崔琯、大理卿王正雅指出王师文尚在逃，奏请由外廷审讯宋申锡、豆卢著，才使事件没有进一步升级。经过审讯，晏敬則称宋申锡事先派王师文联络漳王，商议谋反。
文宗召师保、仆射、尚书丞郎、常侍、给事、谏议、舍人、御史中丞、京兆尹、大理卿于中书省及集贤院审验此事。又2天后，文宗召集宰相、议事官于延英殿询问意见，并召三师议论如何处刑。左常侍崔玄亮与给事中李固言、谏议大夫王質、补阙卢钧、舒元褒、罗泰、蔣係、裴休、窦宗直、韋溫、拾遗李群、韦端符、丁居晦、袁都都伏在玉阶下乞求文宗重新和宰相商议，并由适当的部门来调查，而非在宫中问讯。韦温说：“宋公履行有素，身居台辅，不当有此，是奸人陷害。吾辈谏官，岂避一时之雷电，而让圣君贤相陷于被蒙蔽迷惑之罪？”文宗以已和公卿大官商议过为由拒绝，并因震怒四次叱退谏官。崔玄亮下跪，哭着说：“处决一个百姓要谨慎，处决一个宰相更要谨慎。我不是为宋申锡说话，是为陛下可惜天下之法。”文宗有所感悟，怒气稍解，重新召集宰相。牛僧孺说：“位极人臣无非宰相，宋申锡已经是宰相，就算谋反成功，他仍然只能是宰相，他谋反图什么呢？他肯定没有谋反。”起初，京师都以为宰相真的联同亲王谋逆了，三四天后才知道是诬陷，人士都怨恨王守澄、郑注，于是谏官们才号泣相争。郑注本来希望处死宋申锡，担心宰相的意见胜出，而再次调查会让真相大白，于是建议王守澄不再坚持处死宋申锡，改为贬到岭外，及请求下诏贬李凑。
第二天，李凑被贬为巢县公，宋申锡贬为开州（今重庆）司马同正。这是王守澄的意思，文宗不敢违。宋申锡任相期间，恨要员受贿，拒绝了全国各地的贿赂，当他被抄家时，能抄到的只有他收到和拒绝贿赂的文书，晏敬则等被处死及一同被流放而死的有上百人，李凑傅母杜仲阳被流放金陵。朝野都为宋申锡被贬而叹息，以为冤枉。豆卢著则以右神策军散兵马使、检校太子宾客被提拔为守本官兼殿中侍御史。
因力争救下宋申锡，天下称崔琯贤，蒋系等被时人所称道，王正雅也被时人推重，崔玄亮也因坚持而在朝堂得到名声，卢钧、韦温也由此显名。而王质则为宦官所恨，被宰相出为虢州刺史。崔玄亮也因害怕宦官报复，当天就主动请辞致仕。马存亮也因不能救宋申锡之冤也不能除去王守澄，即日请致仕。
宋申锡被终身禁止返回长安。七年（833年），他在开州任上去世，文宗允许把他的尸体运回长安安葬。宋申锡获罪后，宦官愈发强横，文宗表面上包容，其实不能忍受。文宗厌恶郑注诬陷宋申锡，想令京兆尹杖杀他，但正逢郑注的药对文宗的中风病有了效果，文宗开始善待郑注。后来文宗也下诏赦免宋申锡余党，只捕捉王师文一人。
八年（834年）六月，天久旱，文宗下诏求下雨的办法，司门员外郎李中敏上言：“天旱不是圣德不至，而是因为宋申锡蒙冤，郑注行奸。现在下雨的办法，莫如斩郑注而昭雪申锡。”指出宋申锡不受贿，遭奸人诬陷，天旱是上帝的灵验，天下人都知道宋申锡是冤枉的。士大夫都觉得此举危险，此奏疏也被留中。李中敏也在次年称病归洛阳。九年（835年）五月，文宗下诏称西川监军杨承和庇护宋申锡，下令安置杨承和于驩州，令西川军用囚车押送之，不久赐死。
开成元年（836年）九月时，因改变立场也开始帮助文宗对付当权宦官的郑注已在甘露之变中被杀，文宗从容对宰相们说：“朝廷岂有遗事乎？”宰相李石在延英殿进言宋申锡忠直被贬死，蒙冤未雪，其他宰相郑覃、李固言也都回答宋申锡之冤，文宗也表示自己被骗了，为奸人所逼，俯首哭泣，数行眼泪流下：“当时兄弟都保不住，何况申锡？内臣外廷都有为此推波助澜的，是朕不明，假如遇到汉昭帝，必无此冤情。有司为我褒显他。”又说：“德裕也是申锡一类。”起用被郑注诬陷而被贬的太子宾客分司东都李德裕为浙西观察使。于是宋申锡得以平反，追复正议大夫、尚书右丞（或误作左丞）、同中书门下平章事、上柱国，赐紫，赠兵部尚书，谥号文懿。他的儿子宋慎微被任命为城固县尉。开成年间，文宗还在麟德殿感慨宋申锡堪任御史中丞，可惜了。唐武宗会昌元年（841年）三月，宰相李德裕、崔珙、崔郸、陈夷行邀枢密使至中书省一同上奏，引宋申锡等案例阻止武宗处决前宰相杨嗣复、李珏。二年（842年），赐谥贞，一作穆。崔琯死后，武宗下诏褒扬其为贤相宋申锡辩诬。
许浑有诗《太和初靖恭里感事》《闻开江宋相公申锡下世二首》，即叹宋申锡事。
后来宋朝殿中侍御史段少连曾上疏宋仁宗引用崔玄亮叩殿陛理宋申锡事为美事。

## 评价
- 《旧唐书》
  - 史臣曰：申锡小器大谋，贬死为幸。
  - 赞曰：（李）程、（宋申）锡弼谐，于道难周。[3]
- 《新唐书》赞曰：申锡谋小任大，颠沛从之，惜乎！[2]
- 《资治通鉴》：文宗深愤其然，志欲除之（宦官势力），以宋申锡之贤，犹不能有所为，反受其殃。[57]

## 子孙
据《新唐书卷七十五‧表第十五宰相世系》，除了宋慎微外，宋申锡还有长子宋球，宋球的儿子叫宋绚，字韬文。

## 轶闻
卢肇《逸史》称宋申锡死后托梦于其妻，称已诉冤于上帝，王璠必遭腰斩，一同被杀的还有数人，都埋在城外。历史上王璠亦死于甘露之变。

## 延伸阅读
[在维基数据编辑]
 在维基文库阅读此作者作品
 《舊唐書/卷167》，出自刘昫《舊唐書》
 《新唐書/卷152》，出自《新唐書》